# Новоівановське (Ленінградська область)
Новоівановське (рос. Новоивановское) — присілок у Лузькому районі Ленінградської області Російської Федерації.
Населення становить 6 осіб. Належить до муніципального утворення Осьминське сільське поселення.

## Історія
Згідно із законом від 28 вересня 2004 року № 65-оз належить до муніципального утворення Осьминське сільське поселення.

## Населення
| 1862 | 1928 | 1965 | 1997 | 2007 | 2010 |
| ---- | ---- | ---- | ---- | ---- | ---- |
| 43   | ↗160 | ↘47  | ↘2   | →2   | ↗6   |